# Johann Stadlmayr
Johann Stadlmayr (Freising, Alemanya vers el 1560 - Innsbruck, Àustria el 12 de juliol de 1648) fou un compositor alemany.
Primer restà al servei de l'arxiduc Maximilià III; després fou mestre de capella de l'emperador Rodolf II, i finalment, exercí, el mateix càrrec en la cort de la gran duquessa de la Toscana, Victòria della Rovere.
Les obres conegudes d'aquest músic són:
- Missae octo vocum (Praga, 1595);
- Missae octo vocum (Augsburg, 1596);
- Sacrum Beatissimae Virginis Mariae canticum, 5, 6, 7 et 8 vocum, Missae octo vocum cum duplici basso ad organum (1610);
- Musica super cantum gregorianum, seu missae 6 voc. cum basso gener (Augsburg, 1612);
- Missae concertatae 10 et 12 vocum in 2 chor. distributae (Augsburg, 1616);
- Hymni vespertinicum 5 voc. et instrumentis (Augsburg, 1617);
- Apparatus musicussacrarum cantionum a 6, 7, 8, 9, 10 et 24 voc, et instrumentis (Augsburg, 1619);
- Miserere mei Deus à 4, 5, 6, 7 et 8 vocum instrumentis ad libitum (Augsburg, 1621);
- Odae sacrae Jesu Christo servatori hominem nato et resurgenti cantatae, a 5 vocibus et totidem instrumentis si placet (1638);
- Salmi a due e tre voci con due violini o cornetti (Innsbruck, 1640);
- Psalmis L. Davidis modis musicis compositus 4, 5, 6, 7. 8 vocibus, cum secundo choro et 6 instrumentis si placet (Augsburg, 1646);
- Missae breves a 4 cum una pro defunctis et alia 5 voc. concertatae; Psalmi vespertini omnes cum Magnificat, et officio divino de Sancto Norberto, y Psalmi integri a quatuor vocibus concertantibus quatuor aliis accessoriis ad libitum cum 2 cornetis sive violinis.

D'algunes d'aquestes obres se'n feren diverses edicions.